# Jean Simon
Jean Simon (ur. 30 kwietnia 1912 w Breście, zm. 28 września 2003 w Cherbourgu) – francuski wojskowy, generał armii.

## Życiorys
Edukację zdobywał w Prytanée National Militaire w La Flèche, a następnie w Lycée Saint-Louis w Paryżu. W 1933 roku rozpoczął studia na École spéciale militaire de Saint-Cyr, którą ukończył w 1935 roku i następnie służył jako podporucznik w pułku kolonialnej piechoty marokańskiej w Aix-en-Provence. Od sierpnia 1936 roku służył w 1. pułku tyralierów senegalskich w Saint-Louis, następnie służył na Saharze i w Mauretanii, gdzie badał zwyczaje ludów koczowniczych z pogranicza Rio de Oro. W 1937 roku został przeniesiony w rejon Sudanu Zachodniego i został awansowany do stopnia porucznika.
Podczas mobilizacji w 1939 roku służył w 42 batalionie tyralierów malgaskich. W styczniu 1940 roku zgłosił się na ochotnika do służby jako obserwator lotniczy i odbył szkolenie w Tours, gdzie poznał Pierre Messmera. Podczas kampanii francuskiej wraz z Pierre Messmerem i komandorem Vuilleminem zajął w Marsylii włoski statek Capo Olmo, na którego pokładzie 26 czerwca 1940 roku przypłynęli na Gibraltar. 17 lipca 1940 roku trafił do Liverpoolu, a następnie do Londynu, gdzie spotkał się z Charles’em de Gaulle’em. Następnie został przydzielony do 13 Półbrygady Legii Cudzoziemskiej. Brał udział w operacji Menace, kampanii w Gabonie oraz w walkach na terenie Erytrei i operacji Exporter. Podczas walk pod Damaszkiem stracił oko i został ewakuowany do Jerozolimy i Betlejem, gdzie przeszedł rekonwalescencję. 26 czerwca 1941 roku został awansowany do stopnia kapitana, a od października brał udział w walkach w Libii i bitwie o Bir Hakeim. W składzie 13 Półbrygady brał udział także w walkach w Tunezji i w kampanii włoskiej.
30 sierpnia 1944 roku wylądował na plaży Cavalaire w Prowansji, brał udział w wyzwoleniu Lyonu. 3 grudnia 1944 roku został ranny odłamkiem podczas walk w rejonie Masevaux. W 1945 roku został przydzielony do biura generała de Gaulle′a. W 1947 roku został awansowany do stopnia podpułkownika i przeniesiony do 3 Cudzoziemskiego Pułku Piechoty stacjonującego w Cao Bằng, rok później objął dowództwo tego pułku. 28 lutego 1948 roku został ranny w wyniku wybuchu granatu.
W 1950 roku powrócił do Francji. W 1952 roku został awansowany do stopnia pułkownika. W 1956 roku brał udział w wojnie sueskiej. W 1957 roku został attaché wojskowym przy ambasadzie Francji w Londynie, jednocześnie pełnił także obowiązki attaché wojskowego w Irlandii. W 1960 roku został mianowany generałem brygady, następnie brał udział w wojnie algierskiej, dowodząc 27 Dywizją Alpejską i 29 Dywizją Piechoty. Od 1961 roku brał udział we francusko–algierskich rozmowach pokojowych. W 1964 roku został generałem dywizji, a w 1967 roku generałem broni. W 1969 roku został mianowany generalnym inspektorem armii. W 1970 roku został awansowany do stopnia generała armii. 1 maja 1973 roku przeszedł na emeryturę.
Od 1969 roku był członkiem, a od 1978 roku przewodniczącym kapituły Orderu Wyzwolenia, funkcję przewodniczącego pełnił do 2002 roku.
Zmarł 28 września 2003 roku w Cherbourgu, został pochowany na cmentarzu w Querqueville. Jest patronem ulicy w Paryżu.

## Odznaczenia
Został odznaczony następującymi odznaczeniami:
- Krzyż Wielki Legii Honorowej
- Order Wyzwolenia (1941)
- Medal Wojskowy (2002)
- Krzyż Wojenny 1939–1945
- Krzyż Wojenny TOE
- Krzyż Waleczności Wojskowej
- Medal Ruchu Oporu
- Medal Rannych na Wojnie
- Krzyż Kombatanta-Ochotnika Ruchu Oporu
- Medal Kolonialny (z okuciami: ÉRYTHRÉE, LIBYE, BIR-HAKEIM, AFRIQUE FRANCAISE LIBRE, EXTRÊME-ORIENT)
- Medal Pamiątkowy Ochotników Wolnej Francji
- Komandor Orderu Palm Akademickich
- Komandor Orderu Gwiazdy Czarnej
- Komandor Orderu Sławy
- Order Wybitnej Służby (Wielka Brytania)
- Krzyż Wojskowy (MiD, Wielka Brytania)
- Komandor Królewskiego Orderu Wiktoriańskiego (Wielka Brytania)
- Brązowa Gwiazda (Stany Zjednoczone)